# Диомид (бухта)
Диомид — бухта северного берега залива Петра Великого в городе Владивостоке, расположена между мысом Голдобина и мысом Абросимова полуострова Черкавского.
Бухта получила своё название в 1862 году в честь брига Диомид под командованием Василия Бабкина.

## Характеристика
Бухта защищена от всех ветров, кроме юго-западных. Глубины во входе в бухту 22—26 м. Около юго-восточного берега находится отмель с глубинами менее 2 м. Грунт дна илистый. Зимой бухта не замерзает: образующийся ледяной покров разрушается судами. Северо-западный берег высокий, берег вершины низкий, юго-восточный берег по мере приближения к мысу Абросимова постепенно повышается и становится обрывистым.

## История
В 1907 году, во время революционных событий, в расположенных на берегу бухты казармах взбунтовался батальон минеров, но восстание было подавлено в течение дня.

## Инфраструктура
Акватория и берега бухты Диомид относятся к Первомайскому району.
На берегах бухты Диомид расположены жилые дома и другие постройки, морская промзона и портовый пункт Диомид Владивостокского морского рыбного порта.
Основные городские улицы в прилегающих микрорайонах — ул. Калинина и Зои Космодемьянской.
На северо-западном берегу расположен портовый комплекс ООО «Востокморсервис» (три причала общей длиной 504 метра, с глубинами до 9,5 метра).
- Вид на бухту Золотой Рог, виден вход в бухту
- Вид из космоса:бухта Диомид южнее бухты Золотой Рог
- Плавучий док ПД-27